# Vetulinidae
Vetulinidae is een familie van sponsdieren uit de klasse van de Demospongiae (gewone sponzen). 

## Geslacht
- Vetulina Schmidt, 1879